# Prostacyclinsynthase
Prostacyclinsynthase (Gen: PTGIS) ist das Enzym, das die Umlagerung von Prostaglandin H2 nach Prostacyclin katalysiert. Diese Reaktion ist das Gegengewicht zur Umwandlung nach Thromboxan A2, und auch die Reaktionsprodukte sind physiologische Gegenspieler. Die Synthase kommt in Wirbeltieren vor. Beim Menschen ist sie als Membranprotein in allen Gewebetypen, besonders aber in Ovarien, Herz, Skelettmuskeln, Lunge und Prostata zu finden.
Prostacyclinsynthase ist in der Membran des endoplasmatischen Reticulums auf der Innenseite lokalisiert und ist über ein Fusionsprotein eng assoziiert mit den Enzymen COX-1/COX-2. Als Gegenspieler einer Thromboxan A2-erzeugten Thrombose ist die Prostacyclinsynthase ein gentherapeutisches Target für die Behandlung der pulmonalen Hypertonie.

## Katalysierte Reaktion
⇒  
Prostaglandin H2 wird zu Prostaglandin I2 (Prostacyclin) umgelagert.

## Weitere Funktionen
Bestimmte Varianten der Prostacyclinsynthase waren assoziiert mit schwerem Verlauf einer Respiratory-Syncytial-Virus-Infektion japanischer Kinder.

## Regulation
Signaltransduktion von Tretinoin über den Retinsäure-Rezeptor erhöht die Expression von Prostacyclinsynthase. Enzymaktivität wird gehemmt durch Peroxynitrit, was durch Glutathion oder Vitamin C verhindert wird.